# Alticus montanoi
Alticus montanoi är en fiskart som först beskrevs av Sauvage, 1880.  Alticus montanoi ingår i släktet Alticus och familjen Blenniidae. Inga underarter finns listade i Catalogue of Life.